# 3943 Silbermann
3943 Silbermann este un asteroid din centura principală, descoperit pe 3 septembrie 1981 de Freimut Börngen.